# 开宝寺琉璃塔
开宝寺琉璃塔又称“佑国寺塔”、“开封铁塔”，是位於中國河南省开封市的塔，因通体红褐色琉璃，又得名“铁塔”，是中国保存至今最早、最高的一座琉璃砖塔。琉璃塔所在的佑国寺则已不复存在。

## 历史沿革

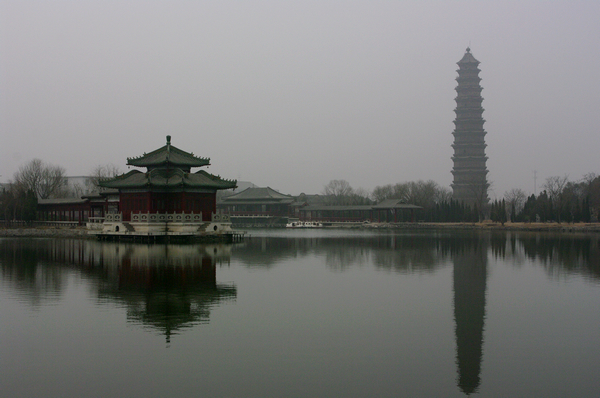
如今秀美的铁塔风光

开宝寺琉璃塔的位置在北宋仁宗庆历四年之前坐落着灵感木塔，由吴越国名匠喻浩设计建造，說八角形，十三層，高一百二十余米。木塔在982年建成，木塔初成，身傾西北，斜得厲害，世人多有不解，以為是建筑失誤。喻浩指出：京師地平無山而多西北風，吹不到百年這塔身就正了。庆历四年（1044年），灵感木塔因雷火而焚毁。
灵感寺是宋太祖主持建造，当时修建灵感寺塔就花费颇大。仁宗皇帝后来在原址重建灵感塔，为避免雷击火患，改为建造砖塔，皇祐元年（1049年）建成。塔依以年号开宝命名的开宝寺，称“开宝寺塔”。明代随寺名变更而改名“祐国寺塔”。该塔结构坚固，历经6级以上地震38次，黄河水患9次，都没有损伤。抗日战争期间，日军以为该塔是瞭望塔而开炮射击，对墙体造成严重损坏，但塔身依然坚固不倒。1956年时修葺，对外开放。

## 建筑特色
开宝寺琉璃塔为13层楼阁式塔，高55.8米，八角对称，砖仿木结构。塔身镶嵌红、褐、蓝、绿色琉璃砖，通体主色调为红褐色，形如铁锈，远望似铁铸，因此称“铁塔”。
鐵塔成等邊八角形，共十三層，高55.88米，底層每面闊為4.16米，向上逐層遞減。塔檐铺黄色琉璃瓦，龙纹瓦当；塔身遍砌花紋磚，上有立佛、菩萨、飛天、麒麟、樂伎、獅子、花卉等圖案50餘種，造型優美，神態生動，堪稱宋代磚雕藝術杰作。

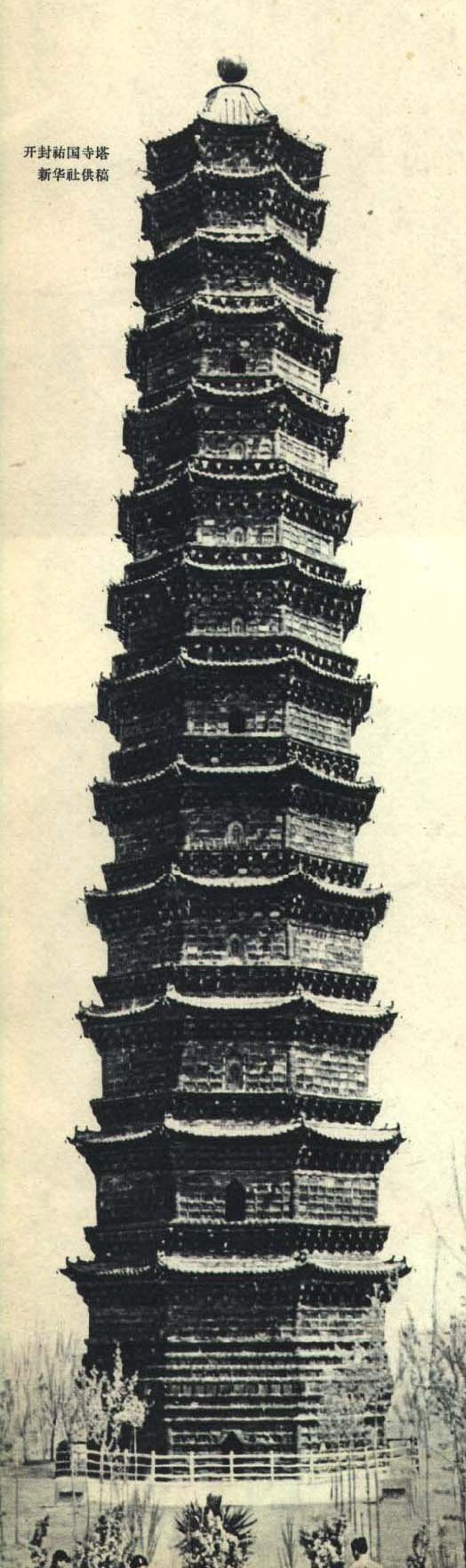
1963年的开封祐国寺塔
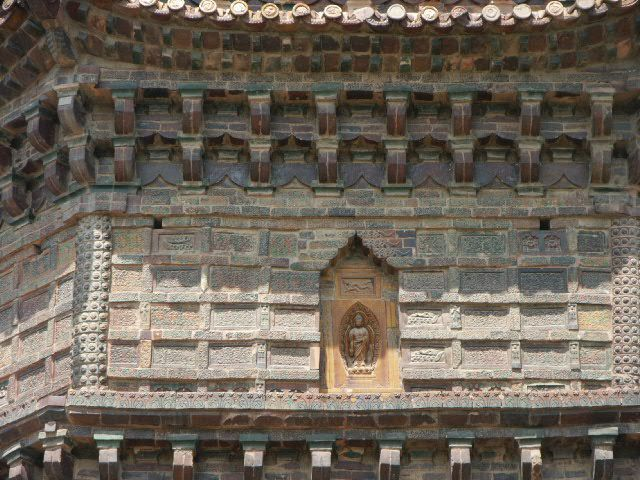
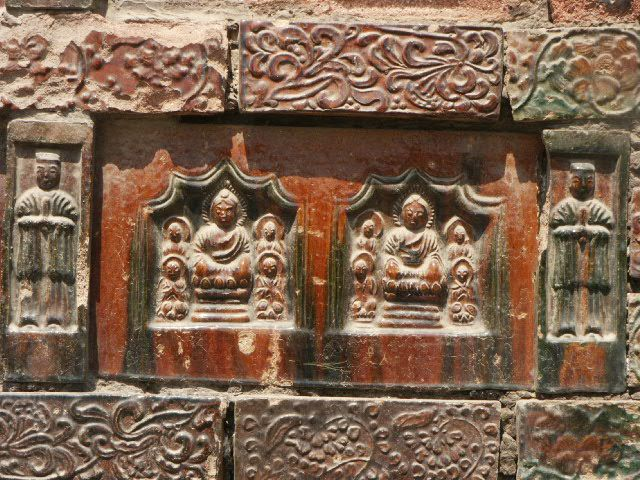
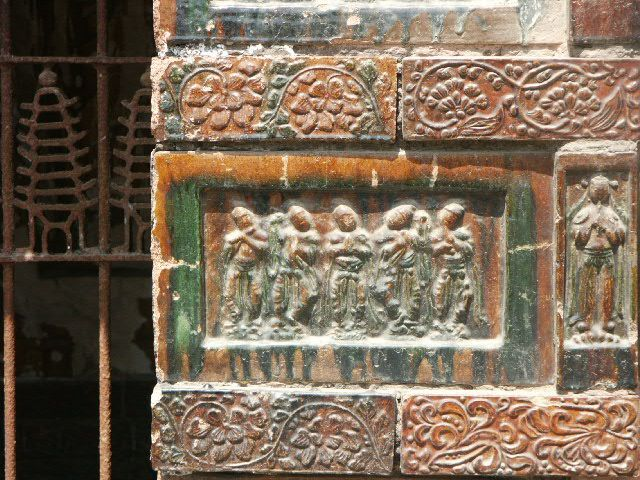
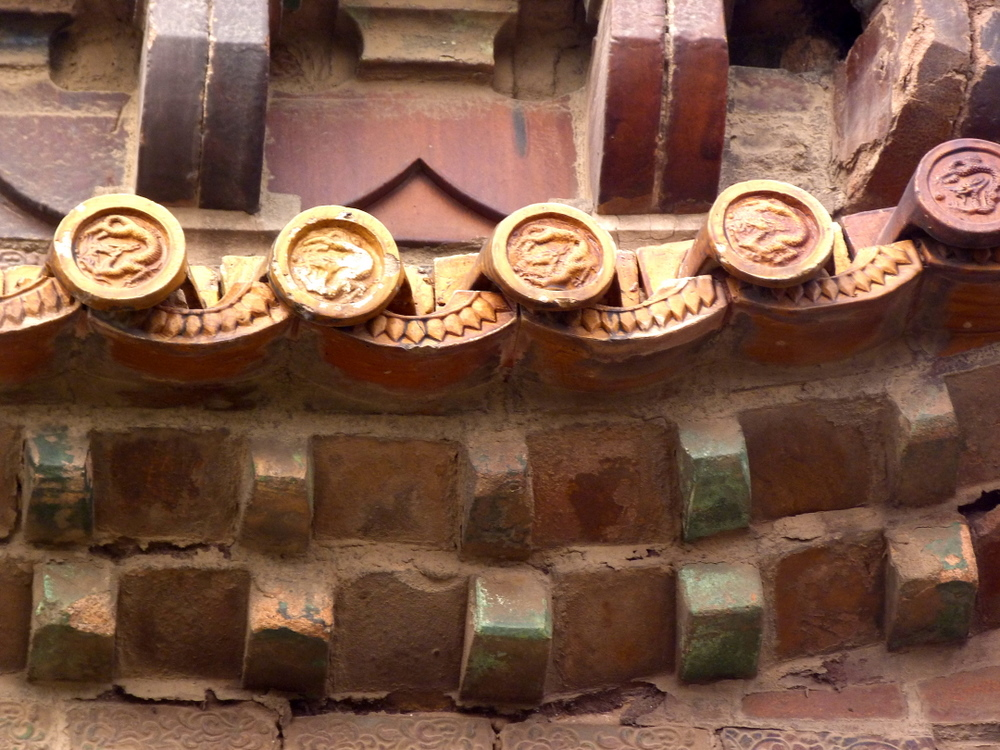
开封铁塔琉璃瓦